# Sylvain Wiltord
Sylvain Wiltord (Neuilly-sur-Marne, 10 de maig de 1974) és un futbolista professional francès ja retirat que jugava com a davanter.

## Trajectòria esportiva

### Inicis, Rennes i Burdeaux
Wiltord va començar la seva carrera com a futbolista al Stade Rennais, l'any 1991, però va explotar com a futbolista a la temporada 1993-94 quan va marcar 26 gols en una sola temporada, fent-lo un dels davanters més valuosos de la Ligue 1. L'any 1996, Wiltord es va unir al Deportivo de La Coruña, però uns quants dies més tard, Wiltord va ser cedit al Rennes. La temporada següent va ser traspassat al Girondins de Bordeaux on va estar tres temporades, va marcar 46 gols en 99 partits.

### Arsenal FC
L'any 2000, Wiltord signa per l'Arsenal FC, a canvi de 13 milions de lliures. Wiltord va jugar quatre temporades amb als gunners, va jugar 104 partits i va marcar 32 gols, formant parella atacant amb seu compatriota, Thierry Henry. Wiltord va estar present a la magnífica temporada en què Arsenal guanya la Premier League invicte, de fet, després d'aquesta temporada, Wiltord deixa l'equip.

### Olympique de Lyon
A L'estiu de 2004, Wiltord signa per l'Olympique Lyon, tornant una altra vegada a França després de quatre anys, Wiltord va jugar tres temporades, guanyant tres Ligue 1 i arribant a quarts de final de la Lliga de Campions de la UEFA.

### Rennes, Marsella i Metz
L'agost del 2007, Wiltord va tornar al Club dels seus inicis el Rennes, va signar un contracte de dos anys amb l'oportunitat de convertir-se en l'assessor del club quan acabés la seva carrera. El gener de 2009, Wiltord signa per l'Olympique de Marsella fins al final de temporada, després de la temporada 2008-09, Wiltord va considerar unir-se a un club de la Lliga nord-americana o retirar-se, però el gener de 2010, va signar un contracte amb FC Metz per jugar fins al final de la temporada.

### Nantes
Al mercat d'estiu del 2011 Wiltord fitxa pel FC Nantes, a la seva primera temporada al club va jugar 28 partits i va marcar 8 gols.

## Internacional
Wiltord ha representat a la selecció francesa en 76 partits marcant 24 gols. Un d'aquests gols va ser en el minut 94 de la final de l'Eurocopa 2000, (França més tard guanyaria el títol amb un gol d'or de David Trezeguet a la pròrroga). També va jugar per a França el Copa Mundial de Futbol de 2002, la Eurocopa del 2004 i el Copa Mundial de Futbol de 2006 on no va tenir gaire participació, però a la final contra Itàlia va entrar en la prorroga per Thierry Henry, marcant a la tanda de penals, però un error de David Trezeguet a la tanda va donar el Mundial a la selecció de futbol d'Itàlia.